# Galveston, Teksas
Galveston je grad u američkoj saveznoj državi Teksas smješten uz obalu Meksičkog zaljeva. Sjedište je istoimenog okruga, a prema popisu stanovništva iz 2000. imao je 57.247 stanovnika. Prema popisu stanovništva iz 2010. u njemu je živjelo 47.743 stanovnika.

## Poznate osobe
- Babe Didrikson Zaharias